# Hans Buchner
Pour les articles homonymes, voir Buchner.

Hans Buchner (né le 26 octobre 1483 à Ravensbourg, mort probablement à Constance en mars 1538) est un organiste et compositeur allemand de la Renaissance.

## Biographie
Buchner a été l'élève de Paul Hofhaimer, et a peut-être travaillé pour l'empereur Maximilian Ier lorsque Hofhaimer était absent.
À partir de 1506, il a travaillé à Constance comme organiste de la cathédrale. Lorsque l'évêque, à cause de la Réforme, a été obligé de déplacer son siège à Meersburg, Buchner l'a suivi tout en maintenant une résidence à Constance.
En raison de sa grande réputation, il a souvent été appelé à inspecter de nouvelles orgues, telles que celles de Zurich et de Heidelberg. 

## Œuvres
Outre des compositions nombreuses, son héritage le plus important est un ouvrage fondamental sur l'orgue qui inclut une introduction aux techniques de jeu et d'improvisation.